# Sandra Romain

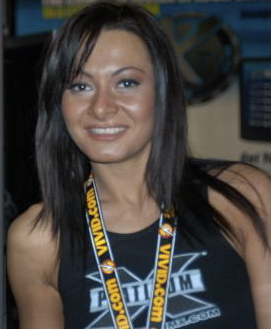
Sandra Romain

Sandra Romain (născută Mărioara Popescu; 26 martie 1978, Timișoara, România) este o actriță porno română. Trăiește și filmează în S.U.A.
Și-a început cariera în domeniul pornografiei alături de soțul ei de atunci, Paul Popescu, în anul 2000, care dupa retragerea lui din industria XXX, i-a fost manager. Începuturile carierei în industria XXX au fost in Ungaria. În anul 2003 pleacă în America, pentru a continua la un alt nivel munca în industria XXX. La 9 luni după, o urmeaza și soțul ei, Paul Popescu. A fost reprezentată de Mark Spiegler de la Spiegler Girls, Derek Hay de la LA Direct Models. În America reușește să ajungă unul dintre cele mai cunoscute nume din industria pornografică, ajungând să colaboreze cu 50 Cent. În 2008 se întoarce alături de soțul ei în România, retrăgându-se din industria XXX.

## Premii

### AVN
- 2005
  - Actrița străină a anului - (nominalizată)
- 2006
  - Cea mai bună scenă de sex într-o producție străină - Euro Domination - (câștigat)[5]
  - Cel mai bun actor în rol feminin al anului - (nominalizată)
- 2007
  - Cea mai bună scenă de sex anal – Film - Manhunters (Wicked Pictures) - (câștigat)[6]
  - Cea mai bună scenă de sex în grup – Video - Fashionistas Safado: The Challenge (Evil Angel Productions) - (câștigat)[6]
  - Cea mai bună scenă de sex într-o producție străină - Outnumbered 4 (Erik Everhard/Evil Angel Productions) - (câștigat)[6]
  - Best Three-Way Sex Scene - Fuck Slaves (Jake Malone/Evil Angel Productions) - (câștigat)[6]

### XRCO
- 2005
  - Female performer of the year (nominalizată)[7]
  - Super Slut (nominalizată)[7]